# 沉子

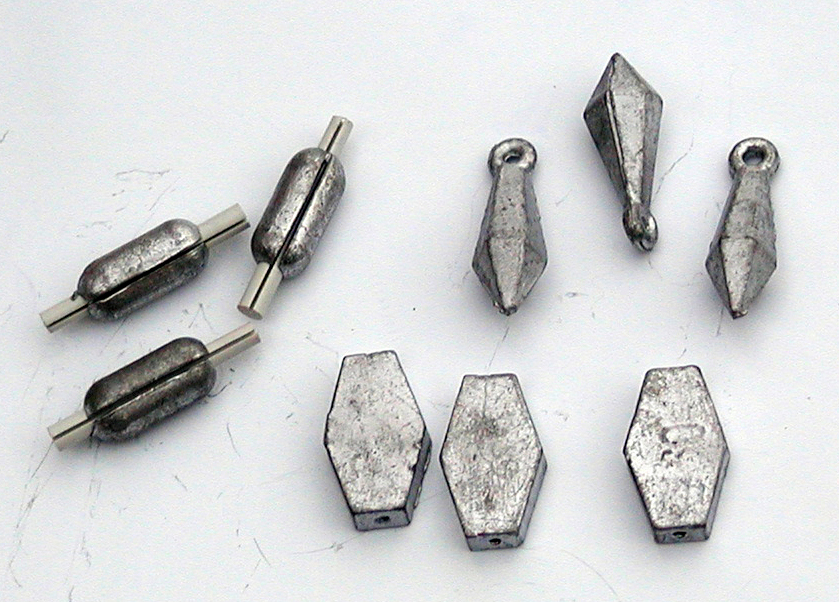
三种不同的沉子。

沉子（英語：sinker），又名沉坨（英語：weight），因为通常是铅制所以也称铅坠、铅坨或铅锤，是钓鱼时使用的一种辅助渔具，通常与鱼钩和导线相连。沉子主要有三个功能：
1. 将带有鱼饵的鱼钩拉沉入水并保持在接近水底的位置。如果同时使用鱼漂，可以帮助拉直导线并抵抗因水流导致的侧漂；
2. 在假饵钓鱼中，可以用在钓组中帮助产生较为复杂的动作；
3. 增加末端渔具的总体质量，赋予鱼饵和鱼钩更高的动量使其可以被抛投到更远的水域。[1]:45

## 外观与材质
根据钓场的不同，沉子一般分为片型和锤型，其主要材料都是比重较高的重金属，比如铅或铅锡合成物，:45但现代也有使用密度更高的钨或碳化钨材料。钓鲫鱼一般常使用铅片或保险丝，调整鱼漂时方便快捷；钓鲢鱼、草鱼、青鱼、鳙鱼等大鱼时，常使用通心铅锤。:52-53

### 保险丝
部分钓鱼者使用保险丝做沉子，把保险丝卷在缝衣针上卷成螺丝状，再把缝衣针拉出来，然后把鱼线插入，就形成了一个沉子。:48

### 锤型
锤型应用于溪钓、塘钓以及海钓。:45

### 片型
片型应用更加广泛，用铅片做沉子，质软、增减自如、更加方便。:46

## 种类
沉子种类多种多样，包括：球型、板型、茄型、枣型、菱型、半月型、鼓型、丸型、棒型等。:46

### 球型
球型主要是初学钓鱼者使用的一种沉子，重量固定、调配不方便，溪钓使用者较少。:46

### 板型
板型就是铅片，又名板沉子，有各种品质的板型沉子，纯铅为上品，可以用手撕，用剪刀剪，使用方便。:46

### 茄型
茄型的沉子，海竿常用，大小不一。:46

### 枣型
枣型主要用于海钓、河钓，比茄型稍微大。:46

### 菱型
菱型主要用于抛钓。:46

### 半月型
半月型沉子主要用于钓大型栖息在水底的鱼儿，沉子上两端有铁环，一头连接子线，一头连接母线。:46

## 沉子与鱼漂关系
沉子与鱼漂处于对立状态，作用相辅相成。:49
- 沉子不着地，要先调整鱼漂，如果鱼漂上端露出水面太多，就是鱼漂浮力大，也就是沉子太轻。这种情况可以使用浮力小的鱼漂或给沉子增重。[1]:49
- 不挂饵，沉子迅速沉下去，就是沉子太重，也就是鱼漂浮力小。这种情况可以使用浮力大的鱼漂或给沉子减重。[1]:49